# Philenora brunneata
Philenora brunneata là một loài bướm đêm thuộc phân họ Arctiinae, họ Erebidae.